# لايبين
لايبين (بالصينية: 来宾市) هي مدينة من مدن الصين. يبلغ عدد سكانها 2,498,236 نسمة حسب إحصائيات سنة 2010. تبلغ مساحتها 13400 كم².

## أعلام
- لي نينغ

## وصلات خارجية
- الموقع الرسمي